# 1540 w polityce
Wydarzenia polityczne w 1540 roku.

## Wydarzenia
- 6 stycznia – król Anglii Henryk VIII ożenił się po raz czwarty z niemiecką księżniczką Anną Kliwijską[1].
- 20 października – traktat pokojowy pomiędzy Republiką Wenecji a Imperium Osmańskim kończy IV wojnę wenecko-turecką: Wenecja zrzeka się archipelagu Cyklad, Imperium Osmańskie zapewnia sobie panowania nad Morzem Jońskim i Morzem Egejskim – koniec morskiej potęgi Wenecji[2].

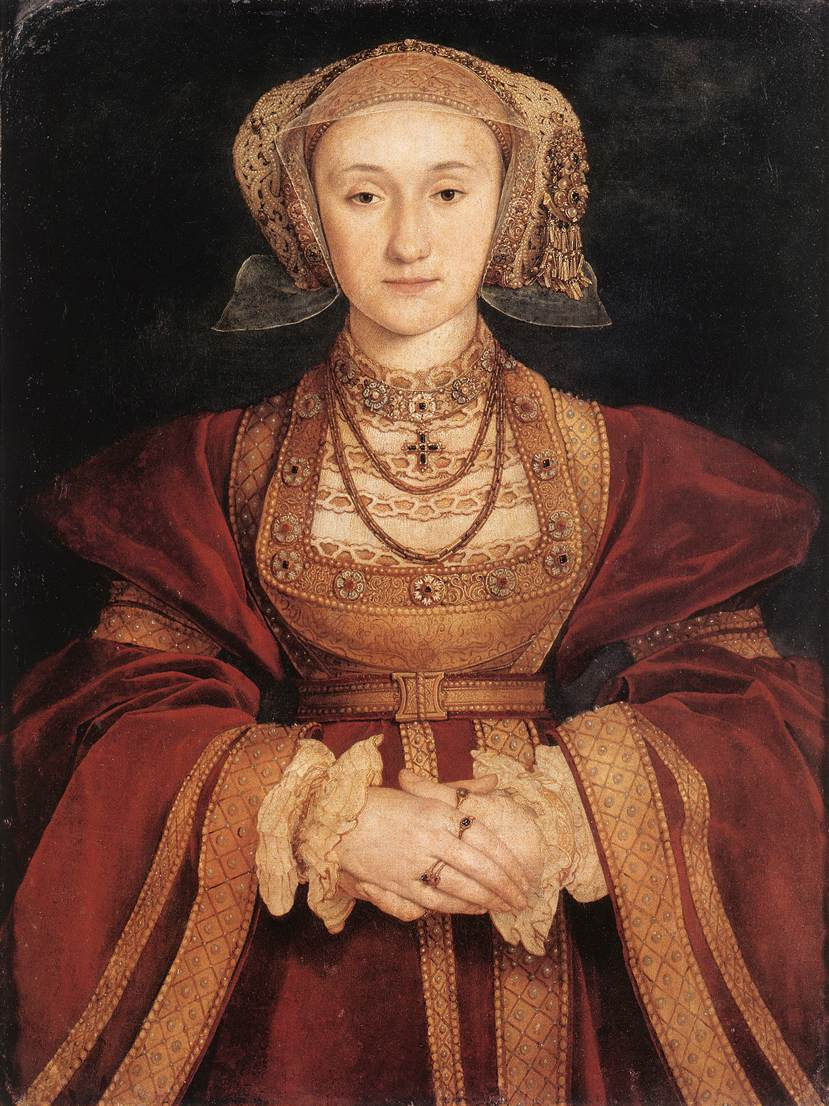
Hans Holbein Młodszy, Portret Anny Kliwijskiej

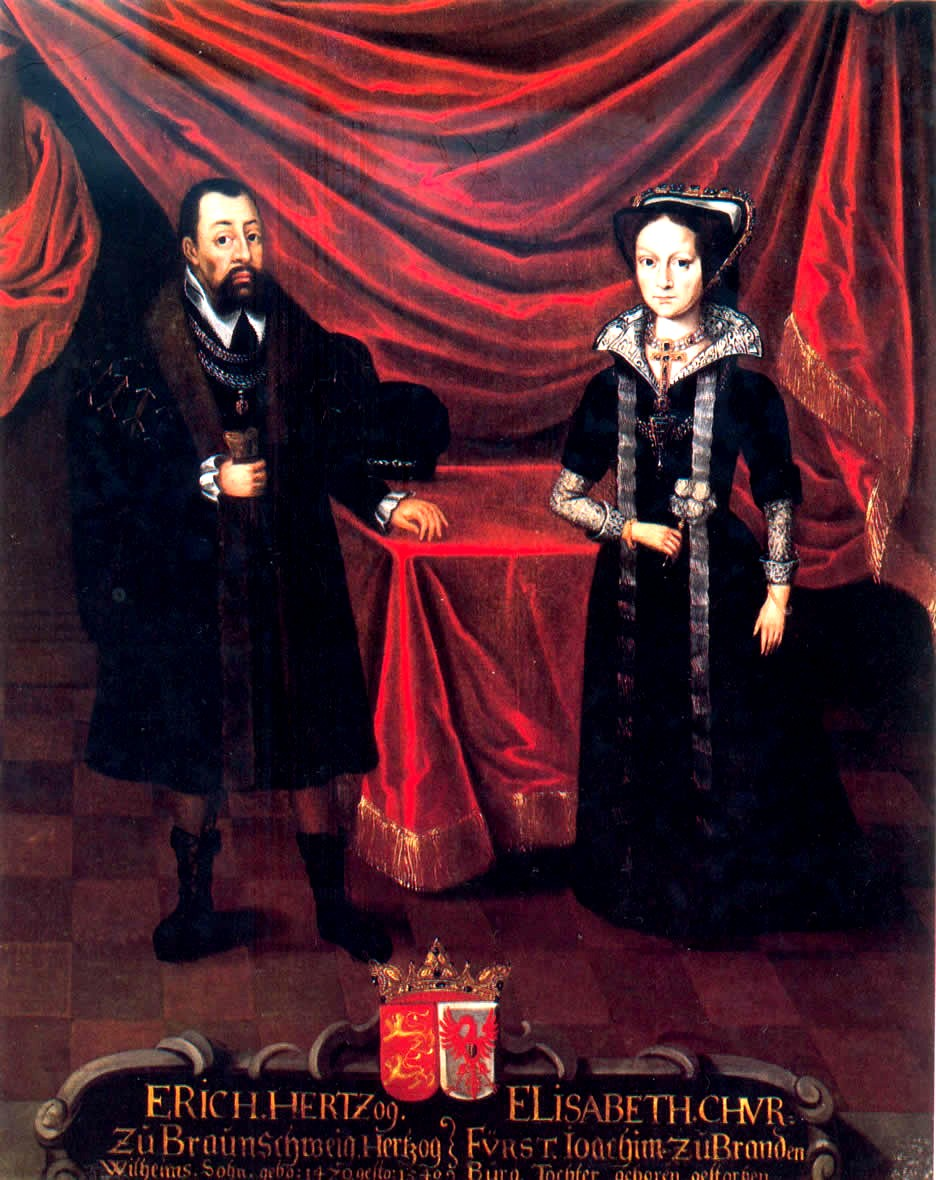
Eryk I Starszy z żoną Elżbietą

## Zmarli
- 30 lipca Eryk I Starszy, książę Brunszwiku-Calenbergu[3]